# 페터 바이벨

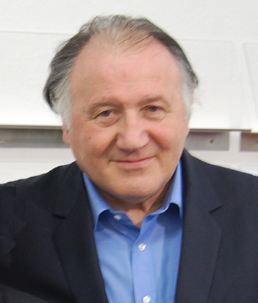
페터 바이벨

페터 바이벨(독일어: Peter Weibel, 1944년 3월 5일 ~ 2023년 3월 1일)은 오스트리아의 예술가, 큐레이터 및 뉴 미디어 이론가이다. 미디어 아트의 선구자라고 할 수 있는 인물로, 1964년부터 예술과 과학을 넘나드는 다양한 예술적 시도를 남겼다.

## 생애
1944년 소비에트 연방의 오데사에서 태어났다. 오스트리아로 이주한 가족과 함께 리트임인크라이스에서 유년기를 보내고 파리에서 영화학을 전공했다. 이때 거의 매일 시네마테크에 들러 영화를 관람했다고 알려져 있다. 1964년 오스트리아 빈으로 돌아와 약학대학에 입학하지만 이내 수리 논리학으로 방향을 바꾼다.
1965년부터 본격적으로 작품 활동을 시작한 바이벨은 처음에 기호학과 언어학을 탐구하며 자신만의 예술 세계를 구축해나갔다. 퍼포먼스를 통해 미디어 그 자체 뿐만 아니라 신체와 영화, 영상, 텔레비전, 오디오 테이프 등 여러 매체를 넘나드는 실험을 통해 장치의 기능과 리얼리티의 구축을 비판적으로 분석했다. 1966년에는 반응형 전자 장치를 도입하며 관객 참여를 유도했다.
아르스 일렉트로니카와 카를스루에 예술미디어 센터, 빈 응용예술대학교 등 다양한 기관에서 연구, 기획, 강연 활동을 펼쳐오다 78세를 일기로 별세했다. 사망지는 독일 카를스루에다. 당시 개인전을 열고 있던 국립현대미술관 측에서 추모 공간을 마련하기도 했다.

## 전시
- 2023년 페터 바이벨: 인지 행위로서의 예술 (국립현대미술관 서울관)[주 3]

### 주해
1. ↑  지금의 우크라이나 영토.
2. ↑  또한 페터 바이벨은 이번 전시를 계기로 국립현대미술관 측에 작품 2점을 기증했다.
3. ↑  2019년 카를스루에 예술미디어 센터에서 열린 동명의 전시를 아시아에서 처음 선보이는 전시로 국립현대미술관과 ZKM의 협업으로 이루어졌다.